# Ocaleni (serial telewizyjny)
Ocaleni (ang. Salvation) – amerykański serial telewizyjny (dramat) w wyprodukowany przez Still Married Productions, Secret Hideout oraz  CBS Television Studios, którego twórcami są Liz Kruger i Craig Shapiro. Serial był emitowany od 12 lipca 2017 roku do 17 września 2018 roku przez CBS

 W Polsce serial jest udostępniony od 14 lipca 2017 roku przez VOD Seriale+ platformy nc+.
20 listopada 2018 roku, stacja CBS ogłosiła anulowanie serialu po dwóch sezonach.

## Fabuła
Serial opowiada o  Liamie, studencie, który odkrywa, że za 6 miesięcy w Ziemię uderzy olbrzymia asteroida. Postanawia wraz z Dariusem, miliarderem, stworzyć tajny projekt, aby uratować planetę.

## Obsada

### Główna
- Charlie Rowe jako Liam[3]
- Jacqueline Byers jako Jillian[3]
- Santiago Cabrera jako Darius Tanz[4]
- Jennifer Finnigan jako Grace Barrows[5]
- Ian Anthony Dale jako Harris Anders[6]
- Shazi Raja jako Amanda Charles[7]
- Rachel Drance jako Zoe[7]

### Role drugoplanowe
- Dennis Boutsikaris jako dr Malcom Croft[8]
- Aaron Poole jako Lazlo Simms[8]
- Erica Luttrell jako Claire Rayburn[9]
- Melia Kreiling jako Alycia Stavros[10]
- Ashley Thomas jako Alonzo Carver[10]

## Odcinki
| Sezon | Sezon | Odcinki | Oryginalna emisja CBS | Oryginalna emisja CBS | Oryginalna emisja | Oryginalna emisja | Oryginalna emisja |
| Sezon | Sezon | Odcinki | Premiera sezonu       | Finał sezonu          | Premiera sezonu   | Finał sezonu      |                   |
| ----- | ----- | ------- | --------------------- | --------------------- | ----------------- | ----------------- | ----------------- |
|       | 1     | 13      | 12 lipca 2017         | 20 września 2017      | —                 | —                 |                   |
|       | 2     | 13      | 25 czerwca 2018       | 17 września 2018      | —                 | —                 |                   |

### Sezon 1 (2017)
| Nr | #  | Tytuł                       | Reżyseria               | Scenariusz                              | Premiera CBS     | Premiera     |
| -- | -- | --------------------------- | ----------------------- | --------------------------------------- | ---------------- | ------------ |
| 1  | 1  | Pilot                       | Juan Carlos Fresnadillo | Liz Kruger, Craig Shapiro, Matt Wheeler | 12 lipca 2017    | nieemitowany |
| 2  | 2  | Another Trip Around the Sun | Ken Fink                | Corey Miller                            | 19 lipca 2017    | nieemitowany |
| 3  | 3  | Truth or Darius             | Stuart Gillard          | Gavin Johannsen, Dennis Saldua          | 26 lipca 2017    | nieemitowany |
| 4  | 4  | The Human Strain            | Greg Beeman             | Mike Werb                               | 2 sierpnia 2017  | nieemitowany |
| 5  | 5  | Keeping the Faith           | Jennifer Lynch          | Angela L. Harvey                        | 2 sierpnia 2017  | nieemitowany |
| 6  | 6  | Chip Off the Ol' Block      | Russell Fine            | Blake Taylor                            | 9 sierpnia 2017  | nieemitowany |
| 7  | 7  | Seeing Red                  | Robbie Duncan McNeill   | Christina M. Walker                     | 16 sierpnia 2017 | nieemitowany |
| 8  | 8  | From Russia, With Love      | Nick Gomez              | Dennis Saldua                           | 16 sierpnia 2017 | nieemitowany |
| 9  | 9  | Patriot Games               | Maja Vrvilo             | Gavin Johannsen                         | 23 sierpnia 2017 | nieemitowany |
| 10 | 10 | Coup de Grace               | Dan Lerner              | Angela L. Harvey                        | 30 sierpnia 2017 | nieemitowany |
| 11 | 11 | All In                      | Ed Ornelas              | Corey Miller                            | 6 września 2017  | nieemitowany |
| 12 | 12 | The Wormwood Prophecy       | Greg Prange             | Mike Werb                               | 13 września 2017 | nieemitowany |
| 13 | 13 | The Plot Against America    | Stuart Gillard          | Liz Kruger, Craig Shapiro               | 20 września 2017 | nieemitowany |

### Sezon 2 (2018)
| Nr | #  | Tytuł                    | Reżyseria           | Scenariusz                      | Premiera CBS     | Premiera     |
| -- | -- | ------------------------ | ------------------- | ------------------------------- | ---------------- | ------------ |
| 14 | 1  | Fall Out                 | Stuart Gillard      | Liz Kruger, Craig Shapiro       | 25 czerwca 2018  | nieemitowany |
| 15 | 2  | Détente                  | Ken Fink            | Gavin Johannsen                 | 2 lipca 2018     | nieemitowany |
| 16 | 3  | Crimes and Punishment    | Maja Vrvilo         | Mike Werb                       | 9 lipca 2018     | nieemitowany |
| 17 | 4  | Indivisible              | Dan Lerner          | Damani Johnson                  | 16 lipca 2018    | nieemitowany |
| 18 | 5  | White House Down         | Douglas Aarniokoski | Carolyn Townsend                | 23 lipca 2018    | nieemitowany |
| 19 | 6  | Let the Chips Fall       | Greg Prange         | K.D. Davila                     | 30 lipca 2018    | nieemitowany |
| 20 | 7  | The Madness of King Tanz | Nick Gomez          | Blake Taylor                    | 6 sierpnia 2018  | nieemitowany |
| 21 | 8  | Abre Sus Ojos            | Tessa Blake         | Steven Maeda                    | 13 sierpnia 2018 | nieemitowany |
| 22 | 9  | The Manchurian Candidate | Tessa Blake         | Damani Johnson, Gavin Johannsen | 20 sierpnia 2018 | nieemitowany |
| 23 | 10 | Prisoners                | Joe Gallagher       | Mark Kruger                     | 27 sierpnia 2018 | nieemitowany |
| 24 | 11 | Celebration Day          | Stuart Gillard      | Carolyn Townsend                | 3 września 2018  | nieemitowany |
| 25 | 12 | Hail Marry               | Joe Gallagher       | Jeffrey Lieber, K.D. Davila     | 10 września 2018 | nieemitowany |
| 26 | 13 | Get Ready                | Liz Kruger          | Liz Kruger, Craig Shapiro       | 17 września 2018 | nieemitowany |

## Produkcja
21 października 2016 roku, stacja CBS zamówiła pierwszy sezon serialu.
W lutym 2017 roku, poinformowano, że do obsady dołączyli: Charlie Rowe jako Liam, Jacqueline Byers jako Jillian, Jennifer Finnigan jako Grace Darrow, Ian Anthony Dale jako Harris Anders oraz Santiago Cabrera jako Darius Tanz.
W kolejnym miesiącu, ogłoszono, że Shazi Raja, Rachel Drance, Dennis Boutsikaris i Aaron Poole dołączyli do dramatu "Salvation"
W kwietniu 2017 roku, poinformowano, że Erica Luttrell będzie powracać w serialu jako Claire Rayburn
18 października 2017 roku, stacja CBS ogłosiła zamówienie drugiego sezonu
W połowie lutego 2018 roku, ogłoszono, że Melia Kreiling i Ashley Thomas dołączyli do drugiego sezonu w rolach powracających